# Fernand Jaccard
Fernand Jaccard (La Chaux-de-Fonds, 8 oktober 1907 - 15 april 2008) was een Zwitsers voetballer die speelde als middenvelder.

## Carrière
Jaccard speelde zijn jeugdvoetbal bij Étoile-Sporting en stroomde in 1924 door naar hun eerste elftal. Hij bleef twee seizoenen bij Étoile-Sporting, dat toen in de Zwitserse Serie A speelde. Daarna verhuisde hij naar het lagere niveau van CS La Tour de Peilz en bleef daar negen seizoenen. Jaccard werd opgeroepen voor de Zwitserse nationale ploeg in het seizoen 1933/34 en nam deel aan het wereldkampioenschap 1934. Na zijn terugkeer uit Italië werd hij verrast door het feit dat de club hem had overgeplaatst naar FC Montreux-Sports zonder dat hij erbij betrokken was of er zelfs maar van wist. Jaccard speelde vervolgens dit ene seizoen voor Montreux-Sports en dwong aan het eind van het seizoen een transfer af naar Basel.
Jaccard kwam bij het eerste elftal van Basel, met de Duitse trainer Alwin Riemke, in hun seizoen 1935/36. Jaccard speelde zijn debuut in de binnenlandse competitie voor zijn nieuwe club in de uitwedstrijd op 22 december 1935, toen Basel tegen Young Boys speelde. Hij scoorde zijn eerste doelpunt voor Basel op 29 maart 1936 in de uitwedstrijd tegen Young Fellows Zürich, waar zijn team met 2-4 werd verslagen.
In het seizoen 1936/37 van Basel nam de Oostenrijkse trainer Heinz Körner het team over als teammanager. Körner was de tiende professionele teammanager/trainer in de geschiedenis van Basel, en hun tiende buitenlandse trainer, maar hij vertrok tijdens het seizoen. Daarna nam Jaccard het over als speler-manager. Jaccard was de eerste professionele Zwitserse trainer van de club. Slechts vier opeenvolgende overwinningen tegen het einde van de campagne tilden de ploeg naar de op één na laatste plaats op de ranglijst. Omdat La Chaux-de-Fonds en Basel beide 20 punten hadden, moesten ze meedoen aan een play-off tegen degradatie. Deze play-off eindigde in een gelijkspel na extra tijd en dus was een replay nodig. De replay werd gespeeld in het Stadion Neufeld in Bern op 20 juni 1937 en eindigde in een 1-0 overwinning voor Basel, en zo voorkwamen ze degradatie.
Het seizoen daarop leidde Jaccard zijn ploeg naar de vierde plaats op de ranglijst. Jaccard zelf speelde slechts in 10 van de 22 wedstrijden en 9 van deze wedstrijden waren in de eerste helft van het seizoen. Jaccard en zijn team eindigden het seizoen 1938/39 op de laatste plaats van de ranglijst en degradeerden naar de 1 Liga. Jaccard verliet vervolgens de club en sloot zich aan bij FC Locarno. Tussen de jaren 1935 en 1939 speelde Jaccard in totaal 79 wedstrijden voor Basel waarin hij in totaal zes doelpunten scoorde. 62 van deze wedstrijden waren in de Zwitserse Serie A, zes in de Zwitserse beker en 11 waren vriendschappelijke wedstrijden. Hij scoorde vier doelpunten in de binnenlandse competitie en de andere twee werden gescoord tijdens de testwedstrijden.
Na vier seizoenen bij FC Locarno stapte Jaccard over en tekende bij Servette FC. Tijdens zijn eerste twee seizoenen bij Servette werkte Jaccard als speler-manager en speelde hij ten minste één wedstrijd in elk seizoen. In het seizoen 1945/46 won Jaccard met zijn team het Zwitserse kampioenschap. Hij bleef bij Servette tot de zomer van 1948.
Voor het seizoen 1948/49 werd Jaccard aangesteld als manager van Cantonal Neuchatel in de Nationalliga B, het op één na hoogste niveau van het Zwitserse voetbal in die tijd. In hun eerste seizoen eindigden ze de competitie op de 5de plaats. Een jaar later, 1949/50, werden ze kampioen met 19 van de 26 competitiewedstrijden en slechts twee nederlagen. Jaccard had drie topscorers in zijn team, Traugott Oberer scoorde 21 doelpunten, André Facchinetti 19 keer en Numa Monnard scoorde 10 keer. Cantonal degradeerde in het seizoen 1950-51 Nationalliga A, maar Jaccard bleef bij de club.
Een jaar later vertrok Jaccard echter en werd manager van FC Chiasso. Hij bleef hun baas gedurende drie jaar, voordat hij in de zomer van 1955 naar Lausanne-Sport verhuisde. Twee jaar later trok Jaccard zich terug uit het voetbal. Tijdens zijn verblijf in La Tour de Peilz had Jaccard in een schoenenwinkel gewerkt. Tijdens zijn tijd als manager van Servette, na de Tweede Wereldoorlog, opende hij zijn eigen schoenenwinkel, die hij als manager leidde tot na zijn pensioengerechtigde leeftijd.

## Erelijst
- Servette FC
  - Landskampioen: 1946